# Lista de vereadores de Guapimirim
Esta é a lista de vereadores de Guapimirim, município brasileiro do estado do Rio de Janeiro.
A Câmara Municipal de Guapimirim, é formada por nove representantes.

## 8ª Legislatura (2021–2024)
Estes são os vereadores eleitos nas eleições de 15 de novembro de 2020, pelo período de 1° de janeiro de 2021 a 31 de dezembro de 2024:
| Mesa Diretora (2021-2022)             |                       |                        |                           |
| Nome                                  | Início do mandato     | Fim do mandato         | Cargo                     |
| Josinei de Souza Lopes (Rep.)         | 1º de janeiro de 2021 | 31 de dezembro de 2022 | Presidente da Câmara      |
| Jean Carlos Bastos Cardoso (PMB)      | 1º de janeiro de 2021 | 31 de dezembro de 2022 | Vice-presidente da Câmara |
| Marlon Pereira da Rocha (PMB)         | 1º de janeiro de 2021 | 31 de dezembro de 2022 | 1º Secretário             |
| Alexandre Medeiros do Nascimento (PP) | 1º de janeiro de 2021 | 31 de dezembro de 2022 | 2º Secretário             |

|   | Nome                                                                         | Partido                            | Votos | %    | Observações |
| - | ---------------------------------------------------------------------------- | ---------------------------------- | ----- | ---- | ----------- |
| 1 | Marlon Pereira da Rocha, Marlon do Modelo (Guapimirim, 13.04.1987–)          | Partido da Mulher Brasileira (PMB) | 1.190 | 3,82 | 1º mandato  |
| 2 | Augusto Márcio Ramos de Souza, Guto do Depósito (Guapimirim, 30.05.1978–)    | Partido Liberal (PL)               | 1.104 | 3,55 | 1º mandato  |
| 3 | Alex Rodrigues Gonçalves, Leleco (Rio de Janeiro, 20.04.1978–)               | Partido Liberal (PL)               | 1.014 | 3,26 | 2º mandato  |
| 4 | Josinei de Souza Lopes, Nei da Cesta Básica (2021-2022) (Carmo, 08.07.1980–) | REPUBLICANOS                       | 913   | 2,93 | 1º mandato  |
| 5 | Cláudio Vicente Vilar, Magal Um Cara Legal (Guapimirim, 06.10.1971–)         | Democratas (DEM)                   | 862   | 2,77 | 2º mandato  |
| 6 | Halter Pitter dos Santos da Silva (Duque de Caxias, 14.05.1980–)             | Patriota (PATRI)                   | 830   | 2,67 | 2º mandato  |
| 7 | Rosalvo de Vasconcellos Domingos, Rosalvo Filho (Teresópolis, 29.03.1983–)   | Solidariedade (SD)                 | 721   | 2,32 | 2º mandato  |
| 8 | Alexandre Medeiros do Nascimento, Cabeludo (Queimados, 29.01.1973–)          | Progressistas (PP)                 | 711   | 2,28 | 1º mandato  |
| 9 | Jean Carlos Bastos Cardoso (Magé, 12.11.1981–)                               | Partido da Mulher Brasileira (PMB) | 546   | 1,75 | 1º mandato  |

## 7ª Legislatura (2017–2020)
Estes são os vereadores eleitos nas eleições de 2 de outubro de 2016, pelo período de 1° de janeiro de 2017 a 31 de dezembro de 2020:
|   | Nome                                                                       | Partido                               | Votos | %    | Observações |
| - | -------------------------------------------------------------------------- | ------------------------------------- | ----- | ---- | ----------- |
| 1 | Alex Rodrigues Gonçalves, Leleco (Rio de Janeiro, 20.04.1978–)             | Partido Democrático Trabalhista (PDT) | 1.556 | 4,94 | 1º mandato  |
| 2 | Rosalvo de Vasconcellos Domingos, Rosalvo Filho (Teresópolis, 29.03.1983–) | Solidariedade (SD)                    | 1.198 | 3,81 | 1º mandato  |
| 3 | Halter Pitter dos Santos da Silva (2017-2020) (Guapimirim, 14.05.1980–)    | Partido Socialista Brasileiro (PSB)   | 1.131 | 3,59 | 1º mandato  |
| 4 | Cláudio Vicente Vilar, Magal (Rio de Janeiro, 06.10.1971–)                 | Partido Popular Socialista (PPS)      | 898   | 2,85 | 1º mandato  |
| 5 | Nelcir do Amorim Alves, da Laje (Magé, 03.03.1965–)                        | Partido Democrático Trabalhista (PDT) | 893   | 2,84 | 1º mandato  |
| 6 | Paulo César da Rocha, do Modelo (Magé, 12.03.1961–)                        | Partido Verde (PV)                    | 860   | 2,73 | 1º mandato  |
| 7 | André de Azeredo Dias (Guapimirim, 29.09.1978–)                            | Democratas (DEM)                      | 855   | 2,72 | 1º mandato  |
| 8 | Alessandra Lopes de Souza (Rio de Janeiro, 09.08.1980–)                    | Partido da Mobilização Nacional (PMN) | 771   | 2,45 | 1º mandato  |
| 9 | Osvaldo São Pedro Pereira (Magé, 07.11.1973–)                              | Partido Popular Socialista (PPS)      | 698   | 2,22 | 1º mandato  |

## 1ª Legislatura (1993–1996)
Estes são os vereadores eleitos nas eleições de 3 de outubro de 1992, pelo período de 1° de janeiro de 1993 a 31 de dezembro de 1996:
|   | Nome                                                | Partido | Votos | Observações |
| - | --------------------------------------------------- | ------- | ----- | ----------- |
| 1 | Almir Sanz Dias                                     |         |       | 1º mandato  |
| 2 | Antônio Cezar dos Santos                            |         |       | 1º mandato  |
| 3 | Argeu Paixão dos Anjos (Itaperuna, 30.12.1954–)     |         |       | 1º mandato  |
| 4 | Elizeu de Oliveira Alves (São Fidélis, 02.05.1934–) |         |       | 1º mandato  |
| 5 | Geneci de Oliveira Alves (–24.02.2021)              |         |       | 1º mandato  |
| 6 | José Carlos Barbosa                                 |         |       | 1º mandato  |
| 7 | Paulo Alves dos Santos (Serra Talhada, 03.04.1955–) |         |       | 1º mandato  |
| 8 | Pedro Gonçalves de Lima                             |         |       | 1º mandato  |
| 9 | Sérgio Mauro Lima Fares                             |         |       | 1º mandato  |

## Legenda
| Cor  | Significado          |
| Bege | Presidente da Câmara |
| Azul | Suplente             |